# 米纳里获奖与提名列表
《夢想之地》是2020年美国剧情片，由美籍韓裔導演鄭李爍執導、編劇，史蒂文·連、韓藝璃、尹汝貞、艾倫·金、威爾·派頓與諾兒·凱特·曹主演。影片设置在1980年代，改编自导演郑李烁童年的真实经历，讲述一个韩国移民家庭扎根于美国乡村地区的故事。
影片于2020年圣丹斯电影节首映，获美国剧情片竞赛单元观众奖及评审团大奖，名列美国电影学会和國家評論協會年度十佳影片榜单，收获3项美国演员工会奖、6项奥斯卡金像奖和10项评论家选择电影奖提名，其中尹汝贞凭借该片获得奥斯卡最佳女配角奖和英国电影学院奖最佳女配角奖，是首位获得两大奖项的韩籍演员，史蒂文·连成为首位获提名奥斯卡最佳男主角奖的韓裔演员。

## 奖项
| 頒獎典禮                             | 時間           | 獎項                                     | 入圍者                                                                                             | 結果       | 參                      |
| ------------------------------------ | -------------- | ---------------------------------------- | -------------------------------------------------------------------------------------------------- | ---------- | ----------------------- |
| 圣丹斯电影节                         | 2020年2月1日   | 美國評審團大獎：劇情片                   | 《夢想之地》（鄭李爍）                                                                             | 獲獎       | [ 2 ] [ 3 ]             |
| 圣丹斯电影节                         | 2020年2月1日   | 觀眾獎：美國劇情片                       | 《夢想之地》（鄭李爍）                                                                             | 獲獎       | [ 2 ] [ 3 ]             |
| 多維爾美國電影節                     | 2020年9月9日   | 競賽片                                   | 《夢想之地》                                                                                       | 提名       | [ 4 ]                   |
| 哈特蘭國際電影節                     | 2020年10月17日 | 詹姆斯·史都華傳奇獎                      | 《夢想之地》（鄭李爍）                                                                             | 獲獎       | [ 5 ]                   |
| 哈特蘭國際電影節                     | 2020年10月17日 | 整體觀眾選擇獎                           | 《夢想之地》（鄭李爍）                                                                             | 獲獎       | [ 6 ]                   |
| 米德爾堡電影節                       | 2020年10月20日 | 敘事電影觀眾獎                           | 《夢想之地》                                                                                       | 獲獎       | [ 7 ]                   |
| 米德爾堡電影節                       | 2020年10月20日 | 整體演出獎                               | 《夢想之地》                                                                                       | 獲獎       | [ 7 ]                   |
| 巴利亞多利德國際電影節               | 2020年10月31日 | 劇情片競賽                               | 《夢想之地》（鄭李爍）                                                                             | 提名       | [ 8 ]                   |
| 丹佛電影節                           | 2020年11月24日 | 民眾選擇獎－最佳敘事劇情片               | 《夢想之地》                                                                                       | 獲獎       | [ 9 ]                   |
| 丹佛電影節                           | 2020年11月24日 | 卓越演技                                 | 史蒂文·連                                                                                          | 獲獎       | [ 9 ]                   |
| 日暮協會獎                           | 2020年12月1日  | 最佳電影                                 | 《夢想之地》                                                                                       | 提名       | [ 10 ] [ 11 ]           |
| 日暮協會獎                           | 2020年12月1日  | 最佳導演                                 | 鄭李爍                                                                                             | 提名       | [ 10 ] [ 11 ]           |
| 日暮協會獎                           | 2020年12月1日  | 最佳女配角                               | 尹汝貞                                                                                             | 獲獎       | [ 10 ] [ 11 ]           |
| 日暮協會獎                           | 2020年12月1日  | 最佳整體演出                             | 《夢想之地》                                                                                       | 提名       | [ 10 ] [ 11 ]           |
| 日暮協會獎                           | 2020年12月1日  | 最佳劇本                                 | 鄭李爍                                                                                             | 提名       | [ 10 ] [ 11 ]           |
| 日暮協會獎                           | 2020年12月1日  | 最佳配樂                                 | 艾米利·莫澤里                                                                                      | 亚军       | [ 10 ] [ 11 ]           |
| 波士頓影評人協會                     | 2020年12月13日 | 最佳女配角                               | 尹汝貞                                                                                             | 獲獎       | [ 12 ] [ 13 ]           |
| 波士頓影評人協會                     | 2020年12月13日 | 最佳原創配樂                             | 艾米利·莫澤里                                                                                      | 獲獎       | [ 12 ] [ 13 ]           |
| 波士頓影評人協會                     | 2020年12月13日 | 最佳整體演出                             | 《夢想之地》                                                                                       | 亚军       | [ 12 ] [ 13 ]           |
| IndieWire影評人投票獎                | 2020年12月14日 | 最佳導演                                 | 鄭李爍                                                                                             | 第十名     | [ 14 ]                  |
| IndieWire影評人投票獎                | 2020年12月14日 | 最佳劇本                                 | 《夢想之地》                                                                                       | 第七名     | [ 14 ]                  |
| 波士頓線上影評人協會                 | 2020年12月19日 | 年度十大電影                             | 《夢想之地》                                                                                       | 第五名     | [ 15 ]                  |
| 洛杉磯影評人協會                     | 2020年12月20日 | 最佳女配角                               | 尹汝貞                                                                                             | 獲獎       | [ 16 ]                  |
| 芝加哥影評人協會                     | 2020年12月21日 | 最佳男主角                               | 史蒂文·連                                                                                          | 提名       | [ 17 ] [ 18 ]           |
| 芝加哥影評人協會                     | 2020年12月21日 | 最佳女配角                               | 尹汝貞                                                                                             | 提名       | [ 17 ] [ 18 ]           |
| 芝加哥影評人協會                     | 2020年12月21日 | 米洛斯·斯蒂利克獎之具潛力的電影製作人    | 鄭李爍                                                                                             | 提名       | [ 17 ] [ 18 ]           |
| 佛羅里達影評人協會                   | 2020年12月21日 | 最佳電影                                 | 《夢想之地》                                                                                       | 亚军       | [ 19 ] [ 20 ]           |
| 佛羅里達影評人協會                   | 2020年12月21日 | 最佳女配角                               | 尹汝貞                                                                                             | 亚军       | [ 19 ] [ 20 ]           |
| 佛羅里達影評人協會                   | 2020年12月21日 | 最佳整體演出                             | 《夢想之地》                                                                                       | 提名       | [ 19 ] [ 20 ]           |
| 佛羅里達影評人協會                   | 2020年12月21日 | 最佳導演                                 | 鄭李爍                                                                                             | 提名       | [ 19 ] [ 20 ]           |
| 佛羅里達影評人協會                   | 2020年12月21日 | 最佳原創劇本                             | 鄭李爍                                                                                             | 獲獎       | [ 19 ] [ 20 ]           |
| 佛羅里達影評人協會                   | 2020年12月21日 | 最佳外語片                               | 《夢想之地》                                                                                       | 亚军       | [ 19 ] [ 20 ]           |
| 印第安納電影記者協會                 | 2020年12月21日 | 最佳影片                                 | 《夢想之地》                                                                                       | 決選名單   | [ 21 ] [ 22 ]           |
| 印第安納電影記者協會                 | 2020年12月21日 | 最佳原創劇本                             | 鄭李爍                                                                                             | 提名       | [ 21 ] [ 22 ]           |
| 印第安納電影記者協會                 | 2020年12月21日 | 最佳導演                                 | 鄭李爍                                                                                             | 提名       | [ 21 ] [ 22 ]           |
| 印第安納電影記者協會                 | 2020年12月21日 | 最佳女主角                               | 韓藝璃                                                                                             | 提名       | [ 21 ] [ 22 ]           |
| 印第安納電影記者協會                 | 2020年12月21日 | 最佳女配角                               | 尹汝貞                                                                                             | 亚军       | [ 21 ] [ 22 ]           |
| 印第安納電影記者協會                 | 2020年12月21日 | 最佳男主角                               | 史蒂文·連                                                                                          | 提名       | [ 21 ] [ 22 ]           |
| 印第安納電影記者協會                 | 2020年12月21日 | 最佳男配角                               | 艾倫·金                                                                                            | 提名       | [ 21 ] [ 22 ]           |
| 印第安納電影記者協會                 | 2020年12月21日 | 最佳整體演出                             | 《夢想之地》                                                                                       | 提名       | [ 21 ] [ 22 ]           |
| 印第安納電影記者協會                 | 2020年12月21日 | 最佳音樂配樂                             | 艾米利·莫澤里                                                                                      | 亚军       | [ 21 ] [ 22 ]           |
| 印第安納電影記者協會                 | 2020年12月21日 | 年度突破                                 | 艾倫·金（演員）                                                                                    | 提名       | [ 21 ] [ 22 ]           |
| 大西紐約影評人協會                   | 2020年12月31日 | 最佳外語片                               | 《夢想之地》                                                                                       | 獲獎       | [ 23 ]                  |
| 大西紐約影評人協會                   | 2020年12月31日 | 最佳男主角                               | 史蒂文·連                                                                                          | 提名       | [ 23 ]                  |
| 大西紐約影評人協會                   | 2020年12月31日 | 最佳女配角                               | 尹汝貞                                                                                             | 獲獎       | [ 23 ]                  |
| 大西紐約影評人協會                   | 2020年12月31日 | 最佳原創劇本                             | 鄭李爍                                                                                             | 提名       | [ 23 ]                  |
| 大西紐約影評人協會                   | 2020年12月31日 | 最佳配樂                                 | 艾米利·莫澤里                                                                                      | 提名       | [ 23 ]                  |
| 芝加哥獨立影評人                     | 2021年1月3日   | 最佳男主角                               | 史蒂文·連                                                                                          | 提名       | [ 24 ]                  |
| 芝加哥獨立影評人                     | 2021年1月3日   | 最佳女配角                               | 尹汝貞                                                                                             | 提名       | [ 24 ]                  |
| 芝加哥獨立影評人                     | 2021年1月3日   | 最佳整體演出                             | 《夢想之地》                                                                                       | 提名       | [ 24 ]                  |
| 芝加哥獨立影評人                     | 2021年1月3日   | 最佳音樂配樂                             | 艾米利·莫澤里                                                                                      | 提名       | [ 24 ]                  |
| 女性電影記者聯盟                     | 2021年1月4日   | 最佳電影                                 | 《夢想之地》                                                                                       | 提名       | [ 25 ] [ 26 ]           |
| 女性電影記者聯盟                     | 2021年1月4日   | 最佳女配角                               | 尹汝貞                                                                                             | 獲獎       | [ 25 ] [ 26 ]           |
| 北卡羅萊納州影評人協會               | 2021年1月4日   | 最佳敘事電影                             | 《夢想之地》                                                                                       | 獲獎       | [ 27 ]                  |
| 北卡羅萊納州影評人協會               | 2021年1月4日   | 最佳男主角                               | 史蒂文·連                                                                                          | 提名       | [ 27 ]                  |
| 北卡羅萊納州影評人協會               | 2021年1月4日   | 最佳女配角                               | 尹汝貞                                                                                             | 獲獎       | [ 27 ]                  |
| 北卡羅萊納州影評人協會               | 2021年1月4日   | 最佳原創劇本                             | 鄭李爍                                                                                             | 獲獎       | [ 27 ]                  |
| 北卡羅萊納州影評人協會               | 2021年1月4日   | 最佳音樂                                 | 《夢想之地》                                                                                       | 提名       | [ 27 ]                  |
| 北卡羅萊納州影評人協會               | 2021年1月4日   | 肯·漢克紀念柏油腳跟獎                    | 威爾·派頓                                                                                          | 獲獎       | [ 27 ]                  |
| 奧克拉荷馬影評人協會                 | 2021年1月6日   | 最佳影片                                 | 《夢想之地》                                                                                       | 獲獎       | [ 28 ]                  |
| 奧克拉荷馬影評人協會                 | 2021年1月6日   | 十大電影                                 | 《夢想之地》                                                                                       | 獲獎       | [ 28 ]                  |
| 奧克拉荷馬影評人協會                 | 2021年1月6日   | 最佳女配角                               | 尹汝貞                                                                                             | 獲獎       | [ 28 ]                  |
| 哥倫布影評人協會                     | 2021年1月7日   | 最佳電影                                 | 《夢想之地》                                                                                       | 第五名     | [ 29 ] [ 30 ]           |
| 哥倫布影評人協會                     | 2021年1月7日   | 最佳導演                                 | 鄭李爍                                                                                             | 提名       | [ 29 ] [ 30 ]           |
| 哥倫布影評人協會                     | 2021年1月7日   | 最佳男主角                               | 史蒂文·連                                                                                          | 提名       | [ 29 ] [ 30 ]           |
| 哥倫布影評人協會                     | 2021年1月7日   | 最佳女配角                               | 尹汝貞                                                                                             | 獲獎       | [ 29 ] [ 30 ]           |
| 哥倫布影評人協會                     | 2021年1月7日   | 最佳整體演出                             | 《夢想之地》                                                                                       | 提名       | [ 29 ] [ 30 ]           |
| 哥倫布影評人協會                     | 2021年1月7日   | 突破電影藝術家                           | 艾倫·S·金（演技）                                                                                  | 提名       | [ 29 ] [ 30 ]           |
| 哥倫布影評人協會                     | 2021年1月7日   | 最佳攝影                                 | 拉克蘭·邁爾內                                                                                      | 提名       | [ 29 ] [ 30 ]           |
| 哥倫布影評人協會                     | 2021年1月7日   | 最佳原創劇本                             | 鄭李爍                                                                                             | 提名       | [ 29 ] [ 30 ]           |
| 哥倫布影評人協會                     | 2021年1月7日   | 最佳配樂                                 | 艾米利·莫澤里                                                                                      | 提名       | [ 29 ] [ 30 ]           |
| 哥倫布影評人協會                     | 2021年1月7日   | 最佳外語片                               | 《夢想之地》                                                                                       | 獲獎       | [ 29 ] [ 30 ]           |
| 國家影評人協會                       | 2021年1月9日   | 最佳女配角                               | 尹汝貞                                                                                             | 第三名     | [ 31 ] [ 32 ]           |
| 討論電影影評人獎                     | 2021年1月11日  | 最佳電影                                 | 《夢想之地》                                                                                       | 獲獎       | [ 33 ]                  |
| 討論電影影評人獎                     | 2021年1月11日  | 最佳導演                                 | 鄭李爍                                                                                             | 提名       | [ 33 ]                  |
| 討論電影影評人獎                     | 2021年1月11日  | 最佳電影男主角                           | 史蒂文·連                                                                                          | 提名       | [ 33 ]                  |
| 討論電影影評人獎                     | 2021年1月11日  | 最佳電影男配角                           | 艾倫·金                                                                                            | 亚军       | [ 33 ]                  |
| 討論電影影評人獎                     | 2021年1月11日  | 最佳電影女配角                           | 尹汝貞                                                                                             | 獲獎       | [ 33 ]                  |
| 討論電影影評人獎                     | 2021年1月11日  | 最佳原創劇本                             | 鄭李爍                                                                                             | 亚军       | [ 33 ]                  |
| 討論電影影評人獎                     | 2021年1月11日  | 最佳原創配樂                             | 艾米利·莫澤里                                                                                      | 提名       | [ 33 ]                  |
| 哥譚獨立電影獎                       | 2021年1月11日  | 最佳女演員                               | 尹汝貞                                                                                             | 提名       | [ 34 ] [ 35 ] [ 36 ]    |
| 音樂之城影評人協會                   | 2021年1月11日  | 最佳女配角                               | 尹汝貞                                                                                             | 獲獎       | [ 37 ] [ 38 ]           |
| 音樂之城影評人協會                   | 2021年1月11日  | 最佳劇本                                 | 鄭李爍                                                                                             | 提名       | [ 37 ] [ 38 ]           |
| 音樂之城影評人協會                   | 2021年1月11日  | 最佳配樂                                 | 艾米利·莫澤里                                                                                      | 提名       | [ 37 ] [ 38 ]           |
| 聖地牙哥影評人協會                   | 2021年1月11日  | 最佳男主角                               | 史蒂文·連                                                                                          | 提名       | [ 39 ] [ 40 ]           |
| 聖地牙哥影評人協會                   | 2021年1月11日  | 最佳女配角                               | 尹汝貞                                                                                             | 獲獎       | [ 39 ] [ 40 ]           |
| 聖地牙哥影評人協會                   | 2021年1月11日  | 最佳原創劇本                             | 鄭李爍                                                                                             | 獲獎       | [ 39 ] [ 40 ]           |
| 北達科他電影協會                     | 2021年1月15日  | 最佳男主角                               | 史蒂文·連                                                                                          | 提名       | [ 41 ] [ 42 ]           |
| 北達科他電影協會                     | 2021年1月15日  | 最佳女配角                               | 尹汝貞                                                                                             | 亚军       | [ 41 ] [ 42 ]           |
| 聖路易斯影評人協會                   | 2021年1月17日  | 最佳導演                                 | 鄭李爍                                                                                             | 提名       | [ 43 ] [ 44 ]           |
| 聖路易斯影評人協會                   | 2021年1月17日  | 最佳女配角                               | 尹汝貞                                                                                             | 獲獎       | [ 43 ] [ 44 ]           |
| 聖路易斯影評人協會                   | 2021年1月17日  | 最佳原創劇本                             | 鄭李爍                                                                                             | 提名       | [ 43 ] [ 44 ]           |
| 丹佛影評人協會                       | 2021年1月18日  | 最佳影片                                 | 《夢想之地》                                                                                       | 提名       | [ 45 ]                  |
| 丹佛影評人協會                       | 2021年1月18日  | 最佳導演                                 | 鄭李爍                                                                                             | 提名       | [ 45 ]                  |
| 丹佛影評人協會                       | 2021年1月18日  | 最佳男主角                               | 史蒂文·連                                                                                          | 提名       | [ 45 ]                  |
| 丹佛影評人協會                       | 2021年1月18日  | 最佳女配角                               | 尹汝貞                                                                                             | 提名       | [ 45 ]                  |
| 丹佛影評人協會                       | 2021年1月18日  | 最佳原創劇本                             | 鄭李爍                                                                                             | 提名       | [ 45 ]                  |
| 丹佛影評人協會                       | 2021年1月18日  | 最佳非英語劇情片                         | 《夢想之地》                                                                                       | 獲獎       | [ 45 ]                  |
| 休士頓影評人協會                     | 2021年1月18日  | 最佳影片                                 | 《夢想之地》                                                                                       | 提名       | [ 46 ] [ 47 ]           |
| 休士頓影評人協會                     | 2021年1月18日  | 最佳導演                                 | 鄭李爍                                                                                             | 提名       | [ 46 ] [ 47 ]           |
| 休士頓影評人協會                     | 2021年1月18日  | 最佳男主角                               | 史蒂文·連                                                                                          | 提名       | [ 46 ] [ 47 ]           |
| 休士頓影評人協會                     | 2021年1月18日  | 最佳女配角                               | 尹汝貞                                                                                             | 提名       | [ 46 ] [ 47 ]           |
| 休士頓影評人協會                     | 2021年1月18日  | 最佳劇本                                 | 《夢想之地》                                                                                       | 提名       | [ 46 ] [ 47 ]           |
| 休士頓影評人協會                     | 2021年1月18日  | 最佳攝影                                 | 《夢想之地》                                                                                       | 提名       | [ 46 ] [ 47 ]           |
| 休士頓影評人協會                     | 2021年1月18日  | 傑出電影成就                             | 艾倫·S·金（表演）                                                                                  | 提名       | [ 46 ] [ 47 ]           |
| 舊金山灣區影評人協會                 | 2021年1月18日  | 最佳影片                                 | 《夢想之地》                                                                                       | 提名       | [ 48 ]                  |
| 舊金山灣區影評人協會                 | 2021年1月18日  | 最佳導演                                 | 鄭李爍                                                                                             | 提名       | [ 48 ]                  |
| 舊金山灣區影評人協會                 | 2021年1月18日  | 最佳原創劇本                             | 鄭李爍                                                                                             | 獲獎       | [ 48 ]                  |
| 舊金山灣區影評人協會                 | 2021年1月18日  | 最佳男主角                               | 史蒂文·連                                                                                          | 提名       | [ 48 ]                  |
| 舊金山灣區影評人協會                 | 2021年1月18日  | 最佳女配角                               | 尹汝貞                                                                                             | 獲獎       | [ 48 ]                  |
| 舊金山灣區影評人協會                 | 2021年1月18日  | 最佳原創配樂                             | 艾米利·莫澤里                                                                                      | 提名       | [ 48 ]                  |
| 黑人影評人協會                       | 2021年1月21日  | 年度十大電影                             | 《夢想之地》                                                                                       | 第二名     | [ 49 ]                  |
| 黑人影評人協會                       | 2021年1月21日  | 最佳女配角                               | 尹汝貞                                                                                             | 獲獎       | [ 49 ]                  |
| 黑人影評人協會                       | 2021年1月21日  | 最佳原創劇本                             | 鄭李爍                                                                                             | 獲獎       | [ 49 ]                  |
| 村聲電影票選                         | 2021年1月21日  | 最佳影片                                 | 《夢想之地》                                                                                       | 第二十七名 | [ 50 ]                  |
| 新墨西哥影評人協會                   | 2021年1月23日  | 最佳影片                                 | 《夢想之地》                                                                                       | 亚军       | [ 51 ]                  |
| 新墨西哥影評人協會                   | 2021年1月23日  | 最佳男主角                               | 史蒂文·連                                                                                          | 亚军       | [ 52 ]                  |
| 新墨西哥影評人協會                   | 2021年1月23日  | 最佳女配角                               | 尹汝貞                                                                                             | 獲獎       | [ 53 ]                  |
| 新墨西哥影評人協會                   | 2021年1月23日  | 最佳整體演出                             | 《夢想之地》                                                                                       | 獲獎       | [ 54 ]                  |
| 新墨西哥影評人協會                   | 2021年1月23日  | 最佳音樂／配樂                           | 《夢想之地》                                                                                       | 亚军       | [ 55 ]                  |
| 新墨西哥影評人協會                   | 2021年1月23日  | 最佳年輕男演員／女演員                   | 艾倫·金                                                                                            | 亚军       | [ 56 ]                  |
| 堪薩斯城影評人協會 詹姆斯·魯岑希澤獎 | 2021年1月24日  | 最佳女配角                               | 尹汝貞                                                                                             | 獲獎       | [ 57 ] [ 58 ]           |
| Gold House黃金名單                   | 2021年1月25日  | 最佳影片                                 | 《夢想之地》                                                                                       | 獲獎       | [ 59 ]                  |
| Gold House黃金名單                   | 2021年1月25日  | 最佳導演                                 | 鄭李爍                                                                                             | 獲獎       | [ 59 ]                  |
| Gold House黃金名單                   | 2021年1月25日  | 最佳男主角                               | 史蒂文·連                                                                                          | 獲獎       | [ 59 ]                  |
| Gold House黃金名單                   | 2021年1月25日  | 最佳女主角                               | 韓藝璃                                                                                             | 獲獎       | [ 59 ]                  |
| Gold House黃金名單                   | 2021年1月25日  | 最佳男配角                               | 艾倫·金                                                                                            | 獲獎       | [ 59 ]                  |
| Gold House黃金名單                   | 2021年1月25日  | 最佳女配角                               | 尹汝貞                                                                                             | 獲獎       | [ 59 ]                  |
| Gold House黃金名單                   | 2021年1月25日  | 最佳原創劇本                             | 鄭李爍                                                                                             | 獲獎       | [ 59 ]                  |
| 線上影評人協會                       | 2021年1月25日  | 最佳影片                                 | 《夢想之地》                                                                                       | 第六名     | [ 60 ]                  |
| 線上影評人協會                       | 2021年1月25日  | 最佳男主角                               | 史蒂文·連                                                                                          | 提名       | [ 60 ]                  |
| 線上影評人協會                       | 2021年1月25日  | 最佳女配角                               | 尹汝貞                                                                                             | 提名       | [ 60 ]                  |
| 線上影評人協會                       | 2021年1月25日  | 最佳原創劇本                             | 鄭李爍                                                                                             | 提名       | [ 60 ]                  |
| 線上影評人協會                       | 2021年1月25日  | 最佳原創配樂                             | 艾米利·莫澤里                                                                                      | 提名       | [ 60 ]                  |
| 線上影評人協會                       | 2021年1月25日  | 最佳非英語電影                           | 《夢想之地》                                                                                       | 獲獎       | [ 60 ]                  |
| 國家評論協會                         | 2021年1月26日  | 最佳女配角                               | 尹汝貞                                                                                             | 獲獎       | [ 61 ]                  |
| 國家評論協會                         | 2021年1月26日  | 最佳原創劇本                             | 鄭李爍                                                                                             | 獲獎       | [ 61 ]                  |
| 國家評論協會                         | 2021年1月26日  | 十大電影                                 | 《夢想之地》                                                                                       | 獲獎       | [ 61 ]                  |
| 紐約線上影評人協會                   | 2021年1月26日  | 最佳影片                                 | 《夢想之地》                                                                                       | 獲獎       | [ 62 ]                  |
| 紐約線上影評人協會                   | 2021年1月26日  | 最佳女配角                               | 尹汝貞                                                                                             | 獲獎       | [ 62 ]                  |
| 紐約線上影評人協會                   | 2021年1月26日  | 最佳外語片                               | 《夢想之地》                                                                                       | 獲獎       | [ 62 ]                  |
| 紐約線上影評人協會                   | 2021年1月26日  | 年度十大電影                             | 《夢想之地》                                                                                       | 獲獎       | [ 62 ]                  |
| 北德州影評人協會                     | 2021年1月26日  | 最佳男主角                               | 史蒂文·連                                                                                          | 獲獎       | [ 63 ] [ 64 ] [ 65 ]    |
| 北德州影評人協會                     | 2021年1月26日  | 最佳導演                                 | 鄭李爍                                                                                             | 提名       | [ 63 ] [ 64 ] [ 65 ]    |
| 北德州影評人協會                     | 2021年1月26日  | 最佳女配角                               | 尹汝貞                                                                                             | 獲獎       | [ 63 ] [ 64 ] [ 65 ]    |
| 北德州影評人協會                     | 2021年1月26日  | 最佳外語片                               | 《夢想之地》                                                                                       | 獲獎       | [ 63 ] [ 64 ] [ 65 ]    |
| 好萊塢傳媒音樂大獎                   | 2021年1月27日  | 最佳原創配樂－獨立電影                   | 艾米利·莫澤里                                                                                      | 獲獎       | [ 66 ] [ 67 ]           |
| 好萊塢傳媒音樂大獎                   | 2021年1月27日  | 最佳原創歌曲－獨立電影                   | 《Rain Song》 詞曲：艾米利·莫澤里、史黛芬妮·洪 演唱：韓藝璃                                        | 提名       | [ 66 ] [ 67 ]           |
| 亞特蘭大影評人協會                   | 2021年2月1日   | 最佳影片                                 | 《夢想之地》                                                                                       | 亚军       | [ 68 ]                  |
| 亞特蘭大影評人協會                   | 2021年2月1日   | 最佳女配角                               | 尹汝貞                                                                                             | 亚军       | [ 69 ]                  |
| 倫敦影評人協會                       | 2021年2月7日   | 年度電影                                 | 《夢想之地》                                                                                       | 提名       | [ 70 ] [ 71 ]           |
| 倫敦影評人協會                       | 2021年2月7日   | 年度外語片                               | 《夢想之地》                                                                                       | 提名       | [ 70 ] [ 71 ]           |
| 多倫多影評人協會                     | 2021年2月7日   | 最佳影片                                 | 《夢想之地》                                                                                       | 亚军       | [ 72 ]                  |
| 多倫多影評人協會                     | 2021年2月7日   | 最佳女配角                               | 尹汝貞                                                                                             | 亚军       | [ 72 ]                  |
| 多倫多影評人協會                     | 2021年2月7日   | 最佳導演                                 | 鄭李爍                                                                                             | 亚军       | [ 72 ]                  |
| 多倫多影評人協會                     | 2021年2月7日   | 最佳劇本                                 | 鄭李爍                                                                                             | 獲獎       | [ 72 ]                  |
| 華盛頓特區影評人協會                 | 2020年2月8日   | 最佳影片                                 | 《夢想之地》                                                                                       | 提名       | [ 73 ]                  |
| 華盛頓特區影評人協會                 | 2020年2月8日   | 最佳導演                                 | 鄭李爍                                                                                             | 提名       | [ 73 ]                  |
| 華盛頓特區影評人協會                 | 2020年2月8日   | 最佳男主角                               | 史蒂文·連                                                                                          | 提名       | [ 73 ]                  |
| 華盛頓特區影評人協會                 | 2020年2月8日   | 最佳女配角                               | 尹汝貞                                                                                             | 獲獎       | [ 73 ]                  |
| 華盛頓特區影評人協會                 | 2020年2月8日   | 最佳整體演出                             | 《夢想之地》                                                                                       | 提名       | [ 73 ]                  |
| 華盛頓特區影評人協會                 | 2020年2月8日   | 最佳青年表演                             | 艾倫·金                                                                                            | 獲獎       | [ 73 ]                  |
| 華盛頓特區影評人協會                 | 2020年2月8日   | 最佳原創劇本                             | 鄭李爍                                                                                             | 提名       | [ 73 ]                  |
| 華盛頓特區影評人協會                 | 2020年2月8日   | 最佳原創配樂                             | 艾米利·莫澤里                                                                                      | 提名       | [ 73 ]                  |
| 達拉斯—沃斯堡影評人協會              | 2021年2月10日  | 最佳影片（十大電影）                     | 《夢想之地》                                                                                       | 第四名     | [ 74 ]                  |
| 達拉斯—沃斯堡影評人協會              | 2021年2月10日  | 最佳女配角                               | 尹汝貞                                                                                             | 第二名     | [ 74 ]                  |
| 達拉斯—沃斯堡影評人協會              | 2021年2月10日  | 最佳外語片                               | 《夢想之地》                                                                                       | 獲獎       | [ 74 ]                  |
| 達拉斯—沃斯堡影評人協會              | 2021年2月10日  | 羅素·史密斯獎                            | 《夢想之地》                                                                                       | 獲獎       | [ 74 ]                  |
| 猶他影評人協會                       | 2021年2月13日  | 最佳影片                                 | 《夢想之地》                                                                                       | 獲獎       | [ 75 ]                  |
| 猶他影評人協會                       | 2021年2月13日  | 最佳導演成就                             | 鄭李爍                                                                                             | 亚军       | [ 75 ]                  |
| 猶他影評人協會                       | 2021年2月13日  | 最佳男主角                               | 史蒂文·連                                                                                          | 亚军       | [ 75 ]                  |
| 猶他影評人協會                       | 2021年2月13日  | 最佳女配角                               | 尹汝貞                                                                                             | 亚军       | [ 75 ]                  |
| 衛星獎                               | 2021年2月15日  | 最佳電影－劇情類                         | 《夢想之地》                                                                                       | 提名       | [ 76 ]                  |
| 衛星獎                               | 2021年2月15日  | 最佳劇情類電影男主角                     | 史蒂文·連                                                                                          | 提名       | [ 76 ]                  |
| 衛星獎                               | 2021年2月15日  | 最佳電影女配角                           | 尹汝貞                                                                                             | 提名       | [ 76 ]                  |
| 衛星獎                               | 2021年2月15日  | 最佳導演                                 | 鄭李爍                                                                                             | 提名       | [ 76 ]                  |
| 衛星獎                               | 2021年2月15日  | 最佳原創劇本                             | 鄭李爍                                                                                             | 提名       | [ 76 ]                  |
| 衛星獎                               | 2021年2月15日  | 最佳原創配樂                             | 艾米利·莫澤里                                                                                      | 提名       | [ 76 ]                  |
| 衛星獎                               | 2021年2月15日  | 最佳電影剪輯                             | 哈利·尹                                                                                            | 提名       | [ 76 ]                  |
| 西雅圖影評人協會                     | 2021年2月15日  | 年度最佳影片                             | 《夢想之地》                                                                                       | 提名       | [ 77 ] [ 78 ]           |
| 西雅圖影評人協會                     | 2021年2月15日  | 最佳導演                                 | 鄭李爍                                                                                             | 提名       | [ 77 ] [ 78 ]           |
| 西雅圖影評人協會                     | 2021年2月15日  | 最佳男主角                               | 史蒂文·連                                                                                          | 提名       | [ 77 ] [ 78 ]           |
| 西雅圖影評人協會                     | 2021年2月15日  | 最佳女配角                               | 尹汝貞                                                                                             | 獲獎       | [ 77 ] [ 78 ]           |
| 西雅圖影評人協會                     | 2021年2月15日  | 最佳整體演出                             | 茱莉亞·金                                                                                          | 提名       | [ 77 ] [ 78 ]           |
| 西雅圖影評人協會                     | 2021年2月15日  | 最佳非英語電影                           | 《夢想之地》（鄭李爍）                                                                             | 獲獎       | [ 77 ] [ 78 ]           |
| 西雅圖影評人協會                     | 2021年2月15日  | 最佳原創配樂                             | 艾米利·莫澤里                                                                                      | 提名       | [ 77 ] [ 78 ]           |
| 西雅圖影評人協會                     | 2021年2月15日  | 最佳青年表演（未滿18歲）                 | 艾倫·金                                                                                            | 獲獎       | [ 77 ] [ 78 ]           |
| 愛荷華影評人協會                     | 2021年2月17日  | 最佳電影                                 | 《夢想之地》                                                                                       | 亚军       | [ 79 ]                  |
| 愛荷華影評人協會                     | 2021年2月17日  | 最佳女配角                               | 尹汝貞                                                                                             | 獲獎       | [ 79 ]                  |
| 愛荷華影評人協會                     | 2021年2月17日  | 最佳歌曲                                 | 《Rain Song》 詞曲：艾米利·莫澤里、史黛芬妮·洪 演唱：韓藝璃                                        | 亚军       | [ 79 ]                  |
| 國際電影愛好者協會                   | 2021年2月20日  | 最佳女配角                               | 尹汝貞                                                                                             | 亚军       | [ 80 ]                  |
| 東南影評人協會                       | 2021年2月22日  | 十大電影                                 | 《夢想之地》                                                                                       | 第二名     | [ 81 ]                  |
| 東南影評人協會                       | 2021年2月22日  | 最佳女配角                               | 尹汝貞                                                                                             | 獲獎       | [ 81 ]                  |
| 東南影評人協會                       | 2021年2月22日  | 最佳原創劇本                             | 鄭李爍                                                                                             | 獲獎       | [ 81 ]                  |
| 東南影評人協會                       | 2021年2月22日  | 最佳吉恩·懷耶特獎                        | 《夢想之地》                                                                                       | 獲獎       | [ 81 ]                  |
| 溫哥華影評人協會                     | 2021年2月22日  | 最佳女配角                               | 尹汝貞                                                                                             | 獲獎       | [ 83 ] [ 84 ]           |
| 溫哥華影評人協會                     | 2021年2月22日  | 最佳外語片                               | 《夢想之地》                                                                                       | 獲獎       | [ 83 ] [ 84 ]           |
| 棕櫚泉國際電影節                     | 2021年2月25日  | 聚光燈獎－女演員                         | 尹汝貞                                                                                             | 獲獎       | [ 85 ] [ 86 ]           |
| 美國電影學會                         | 2021年2月26日  | 十大電影                                 | 《夢想之地》                                                                                       | 獲獎       | [ 87 ]                  |
| 金球獎                               | 2021年2月28日  | 最佳外語片                               | 《夢想之地》                                                                                       | 獲獎       | [ 88 ] [ 89 ]           |
| 女性影評人線上協會                   | 2021年3月1日   | 最佳影片                                 | 《夢想之地》                                                                                       | 亚军       | [ 90 ] [ 91 ]           |
| 女性影評人線上協會                   | 2021年3月1日   | 最佳導演                                 | 鄭李爍                                                                                             | 提名       | [ 90 ] [ 91 ]           |
| 女性影評人線上協會                   | 2021年3月1日   | 最佳男主角                               | 史蒂文·連                                                                                          | 提名       | [ 90 ] [ 91 ]           |
| 女性影評人線上協會                   | 2021年3月1日   | 最佳女配角                               | 尹汝貞                                                                                             | 獲獎       | [ 90 ] [ 91 ]           |
| 女性影評人線上協會                   | 2021年3月1日   | 最佳整體演出                             | 《夢想之地》                                                                                       | 提名       | [ 90 ] [ 91 ]           |
| 女性影評人線上協會                   | 2021年3月1日   | 最佳原創劇本                             | 鄭李爍                                                                                             | 提名       | [ 90 ] [ 91 ]           |
| 鳳凰城影評人協會                     | 2021年3月2日   | 十大電影                                 | 《夢想之地》                                                                                       | 獲獎       | [ 92 ]                  |
| 鳳凰城影評人協會                     | 2021年3月2日   | 最佳女配角                               | 尹汝貞                                                                                             | 獲獎       | [ 92 ]                  |
| 詞曲創作人協會                       | 2021年3月2日   | 最佳獨立電影原創配樂                     | 艾米利·莫澤里                                                                                      | 提名       | [ 93 ]                  |
| 美國退休人員協會成人電影獎           | 2021年3月4日   | 最佳成人電影                             | 《夢想之地》                                                                                       | 提名       | [ 94 ] [ 95 ]           |
| 美國退休人員協會成人電影獎           | 2021年3月4日   | 最佳女配角                               | 尹汝貞                                                                                             | 提名       | [ 94 ] [ 95 ]           |
| 美國退休人員協會成人電影獎           | 2021年3月4日   | 最佳跨世代電影                           | 《夢想之地》                                                                                       | 獲獎       | [ 94 ] [ 95 ]           |
| 澳洲影視藝術學院國際獎               | 2021年3月5日   | 最佳電影                                 | 《夢想之地》                                                                                       | 提名       | [ 96 ]                  |
| 好萊塢影評人協會電影獎               | 2021年3月5日   | 最佳影片                                 | 《夢想之地》                                                                                       | 提名       | [ 97 ] [ 98 ]           |
| 好萊塢影評人協會電影獎               | 2021年3月5日   | 最佳女配角                               | 尹汝貞                                                                                             | 獲獎       | [ 97 ] [ 98 ]           |
| 好萊塢影評人協會電影獎               | 2021年3月5日   | 最佳男性導演                             | 鄭李爍                                                                                             | 提名       | [ 97 ] [ 98 ]           |
| 好萊塢影評人協會電影獎               | 2021年3月5日   | 最佳原創劇本                             | 鄭李爍                                                                                             | 提名       | [ 97 ] [ 98 ]           |
| 好萊塢影評人協會電影獎               | 2021年3月5日   | 最佳獨立電影                             | 《夢想之地》                                                                                       | 獲獎       | [ 97 ] [ 98 ]           |
| 好萊塢影評人協會電影獎               | 2021年3月5日   | 最佳配樂                                 | 艾米利·莫澤里                                                                                      | 提名       | [ 97 ] [ 98 ]           |
| 拉斯維加斯影評人協會                 | 2021年3月5日   | 年度十大電影                             | 《夢想之地》                                                                                       | 第四名     | [ 99 ]                  |
| 拉斯維加斯影評人協會                 | 2021年3月5日   | 最佳男性青年演出（21歲以下）             | 艾倫·S·金                                                                                          | 獲獎       | [ 99 ]                  |
| 評論家選擇電影獎                     | 2021年3月7日   | 最佳電影                                 | 《夢想之地》                                                                                       | 提名       | [ 100 ] [ 101 ] [ 102 ] |
| 評論家選擇電影獎                     | 2021年3月7日   | 最佳男主角                               | 史蒂文·連                                                                                          | 提名       | [ 100 ] [ 101 ] [ 102 ] |
| 評論家選擇電影獎                     | 2021年3月7日   | 最佳女配角                               | 尹汝貞                                                                                             | 提名       | [ 100 ] [ 101 ] [ 102 ] |
| 評論家選擇電影獎                     | 2021年3月7日   | 最佳年輕男／女演員                       | 艾倫·金                                                                                            | 獲獎       | [ 100 ] [ 101 ] [ 102 ] |
| 評論家選擇電影獎                     | 2021年3月7日   | 最佳整體演出                             | 《夢想之地》                                                                                       | 提名       | [ 100 ] [ 101 ] [ 102 ] |
| 評論家選擇電影獎                     | 2021年3月7日   | 最佳導演                                 | 鄭李爍                                                                                             | 提名       | [ 100 ] [ 101 ] [ 102 ] |
| 評論家選擇電影獎                     | 2021年3月7日   | 最佳原創劇本                             | 鄭李爍                                                                                             | 提名       | [ 100 ] [ 101 ] [ 102 ] |
| 評論家選擇電影獎                     | 2021年3月7日   | 最佳攝影                                 | 拉克蘭·邁爾內                                                                                      | 提名       | [ 100 ] [ 101 ] [ 102 ] |
| 評論家選擇電影獎                     | 2021年3月7日   | 最佳外語片                               | 《夢想之地》                                                                                       | 獲獎       | [ 100 ] [ 101 ] [ 102 ] |
| 評論家選擇電影獎                     | 2021年3月7日   | 最佳配樂                                 | 艾米利·莫澤里                                                                                      | 提名       | [ 100 ] [ 101 ] [ 102 ] |
| 拉美裔娛樂電影獎                     | 2021年3月7日   | 最佳影片                                 | 《夢想之地》（蒂蒂·嘉納、傑瑞米·克雷納、克莉絲汀娜·吳）                                            | 提名       | [ 103 ] [ 104 ]         |
| 拉美裔娛樂電影獎                     | 2021年3月7日   | 最佳導演                                 | 鄭李爍                                                                                             | 提名       | [ 103 ] [ 104 ]         |
| 拉美裔娛樂電影獎                     | 2021年3月7日   | 最佳男主角                               | 史蒂文·連                                                                                          | 提名       | [ 103 ] [ 104 ]         |
| 拉美裔娛樂電影獎                     | 2021年3月7日   | 最佳女配角                               | 尹汝貞                                                                                             | 獲獎       | [ 103 ] [ 104 ]         |
| 拉美裔娛樂電影獎                     | 2021年3月7日   | 最佳國際劇情片                           | 《夢想之地》（鄭李爍）                                                                             | 提名       | [ 103 ] [ 104 ]         |
| 拉美裔娛樂電影獎                     | 2021年3月7日   | 最佳原創劇本                             | 鄭李爍                                                                                             | 獲獎       | [ 103 ] [ 104 ]         |
| 拉美裔娛樂電影獎                     | 2021年3月7日   | 最佳整體演出                             | 《夢想之地》                                                                                       | 提名       | [ 103 ] [ 104 ]         |
| 拉美裔娛樂電影獎                     | 2021年3月7日   | 最佳攝影                                 | 《夢想之地》                                                                                       | 提名       | [ 103 ] [ 104 ]         |
| 拉美裔娛樂電影獎                     | 2021年3月7日   | 最佳配樂                                 | 艾米利·莫澤里                                                                                      | 提名       | [ 103 ] [ 104 ]         |
| 底特律影評人協會                     | 2021年3月8日   | 最佳影片                                 | 《夢想之地》                                                                                       | 提名       | [ 105 ]                 |
| 底特律影評人協會                     | 2021年3月8日   | 最佳導演                                 | 鄭李爍                                                                                             | 提名       | [ 105 ]                 |
| 底特律影評人協會                     | 2021年3月8日   | 最佳男主角                               | 史蒂文·連                                                                                          | 提名       | [ 105 ]                 |
| 底特律影評人協會                     | 2021年3月8日   | 最佳女配角                               | 尹汝貞                                                                                             | 獲獎       | [ 105 ]                 |
| 底特律影評人協會                     | 2021年3月8日   | 最佳整體演出                             | 《夢想之地》                                                                                       | 獲獎       | [ 105 ]                 |
| 底特律影評人協會                     | 2021年3月8日   | 最佳原創劇本                             | 鄭李爍                                                                                             | 獲獎       | [ 105 ]                 |
| 喬治亞影評人協會                     | 2021年3月12日  | 最佳影片                                 | 《夢想之地》                                                                                       | 提名       | [ 106 ]                 |
| 喬治亞影評人協會                     | 2021年3月12日  | 最佳男主角                               | 史蒂文·連                                                                                          | 提名       | [ 106 ]                 |
| 喬治亞影評人協會                     | 2021年3月12日  | 最佳女配角                               | 尹汝貞                                                                                             | 獲獎       | [ 106 ]                 |
| 喬治亞影評人協會                     | 2021年3月12日  | 最佳原創劇本                             | 鄭李爍                                                                                             | 提名       | [ 106 ]                 |
| 喬治亞影評人協會                     | 2021年3月12日  | 最佳原創配樂                             | 艾米利·莫澤里                                                                                      | 提名       | [ 106 ]                 |
| 喬治亞影評人協會                     | 2021年3月12日  | 最佳原創歌曲                             | 《Rain Song》（艾米利·莫澤里）                                                                     | 提名       | [ 106 ]                 |
| 喬治亞影評人協會                     | 2021年3月12日  | 最佳整體演出                             | 《夢想之地》                                                                                       | 提名       | [ 106 ]                 |
| 喬治亞影評人協會                     | 2021年3月12日  | 最佳外語片                               | 《夢想之地》                                                                                       | 提名       | [ 106 ]                 |
| 鳳凰城影評圈                         | 2021年3月18日  | 最佳影片                                 | 《夢想之地》                                                                                       | 獲獎       | [ 107 ]                 |
| 鳳凰城影評圈                         | 2021年3月18日  | 最佳外語片                               | 《夢想之地》                                                                                       | 獲獎       | [ 107 ]                 |
| 鳳凰城影評圈                         | 2021年3月18日  | 最佳男主角                               | 史蒂文·連                                                                                          | 提名       | [ 107 ]                 |
| 鳳凰城影評圈                         | 2021年3月18日  | 最佳女配角                               | 尹汝貞                                                                                             | 獲獎       | [ 107 ]                 |
| 鳳凰城影評圈                         | 2021年3月18日  | 最佳導演                                 | 鄭李爍                                                                                             | 提名       | [ 107 ]                 |
| 鳳凰城影評圈                         | 2021年3月18日  | 最佳劇本                                 | 鄭李爍                                                                                             | 提名       | [ 107 ]                 |
| 鳳凰城影評圈                         | 2021年3月18日  | 最佳配樂                                 | 艾米利·莫澤里                                                                                      | 提名       | [ 107 ]                 |
| 奧斯汀影評人協會                     | 2021年3月19日  | 最佳電影                                 | 《夢想之地》                                                                                       | 獲獎       | [ 108 ] [ 109 ]         |
| 奧斯汀影評人協會                     | 2021年3月19日  | 年度十大電影                             | 《夢想之地》                                                                                       | 第一名     | [ 108 ] [ 109 ]         |
| 奧斯汀影評人協會                     | 2021年3月19日  | 最佳導演                                 | 鄭李爍                                                                                             | 獲獎       | [ 108 ] [ 109 ]         |
| 奧斯汀影評人協會                     | 2021年3月19日  | 最佳男主角                               | 史蒂文·連                                                                                          | 提名       | [ 108 ] [ 109 ]         |
| 奧斯汀影評人協會                     | 2021年3月19日  | 最佳女配角                               | 尹汝貞                                                                                             | 獲獎       | [ 108 ] [ 109 ]         |
| 奧斯汀影評人協會                     | 2021年3月19日  | 最佳原創劇本                             | 鄭李爍                                                                                             | 獲獎       | [ 108 ] [ 109 ]         |
| 奧斯汀影評人協會                     | 2021年3月19日  | 最佳攝影                                 | 《夢想之地》                                                                                       | 提名       | [ 108 ] [ 109 ]         |
| 奧斯汀影評人協會                     | 2021年3月19日  | 最佳原創配樂                             | 《夢想之地》                                                                                       | 提名       | [ 108 ] [ 109 ]         |
| 奧斯汀影評人協會                     | 2021年3月19日  | 最佳外語片                               | 《夢想之地》（鄭李爍）                                                                             | 獲獎       | [ 108 ] [ 109 ]         |
| 奧斯汀影評人協會                     | 2021年3月19日  | 最佳整體演出                             | 《夢想之地》                                                                                       | 獲獎       | [ 108 ] [ 109 ]         |
| 奧斯汀影評人協會                     | 2021年3月19日  | 羅伯特·R·「巴比」·麥柯迪紀念突破藝術家獎 | 鄭李爍                                                                                             | 提名       | [ 108 ] [ 109 ]         |
| 奧斯汀影評人協會                     | 2021年3月19日  | 羅伯特·R·「巴比」·麥柯迪紀念突破藝術家獎 | 艾倫·金                                                                                            | 提名       | [ 108 ] [ 109 ]         |
| 有色人種進步協會形象獎               | 2021年3月23日  | 電影類最佳編劇                           | 鄭李爍                                                                                             | 提名       | [ 110 ] [ 111 ]         |
| 美國製片人工會獎                     | 2021年3月24日  | 最佳院線電影製作人戴洛·F·薩奴克獎        | 克莉絲汀娜·吳                                                                                      | 提名       | [ 112 ] [ 113 ]         |
| 國際影評人協會                       | 2021年3月29日  | 最佳影片                                 | 《夢想之地》                                                                                       | 提名       | [ 114 ]                 |
| 國際影評人協會                       | 2021年3月29日  | 最佳導演                                 | 鄭李爍                                                                                             | 提名       | [ 114 ]                 |
| 國際影評人協會                       | 2021年3月29日  | 最佳女配角                               | 尹汝貞                                                                                             | 亚军       | [ 114 ]                 |
| 國際影評人協會                       | 2021年3月29日  | 最佳整體演出                             | 《夢想之地》                                                                                       | 亚军       | [ 114 ]                 |
| 國際影評人協會                       | 2021年3月29日  | 黃金明星獎                               | 艾倫·金                                                                                            | 獲獎       | [ 114 ]                 |
| 國際影評人協會                       | 2021年3月29日  | 最佳原創配樂                             | 《夢想之地》                                                                                       | 亚军       | [ 114 ]                 |
| 線上電影與電視協會                   | 2021年4月4日   | 最佳影片                                 | 《夢想之地》                                                                                       | 第一名     | [ 115 ]                 |
| 線上電影與電視協會                   | 2021年4月4日   | 最佳男主角                               | 史蒂文·連                                                                                          | 提名       | [ 115 ]                 |
| 線上電影與電視協會                   | 2021年4月4日   | 最佳女配角                               | 尹汝貞                                                                                             | 獲獎       | [ 115 ]                 |
| 線上電影與電視協會                   | 2021年4月4日   | 最佳青年演出                             | 艾倫·金                                                                                            | 獲獎       | [ 115 ]                 |
| 線上電影與電視協會                   | 2021年4月4日   | 最佳突破演出：男性                       | 艾倫·金                                                                                            | 提名       | [ 115 ]                 |
| 線上電影與電視協會                   | 2021年4月4日   | 最佳整體演出                             | 《夢想之地》                                                                                       | 提名       | [ 115 ]                 |
| 線上電影與電視協會                   | 2021年4月4日   | 最佳選角                                 | 《夢想之地》                                                                                       | 提名       | [ 115 ]                 |
| 線上電影與電視協會                   | 2021年4月4日   | 最佳導演                                 | 鄭李爍                                                                                             | 提名       | [ 115 ]                 |
| 線上電影與電視協會                   | 2021年4月4日   | 最佳原創劇本                             | 《夢想之地》                                                                                       | 亚军       | [ 115 ]                 |
| 線上電影與電視協會                   | 2021年4月4日   | 最佳外語片                               | 《夢想之地》                                                                                       | 獲獎       | [ 115 ]                 |
| 線上電影與電視協會                   | 2021年4月4日   | 最佳原創配樂                             | 《夢想之地》                                                                                       | 亚军       | [ 115 ]                 |
| 線上電影與電視協會                   | 2021年4月4日   | 最佳攝影                                 | 《夢想之地》                                                                                       | 提名       | [ 115 ]                 |
| 美國演員工會獎                       | 2021年4月4日   | 最佳電影整體演出                         | 諾兒·凱特·曹、韓藝璃、史考特·荷茲、艾倫·金、威爾·派頓、史蒂文·連、尹汝貞                           | 提名       | [ 116 ] [ 117 ] [ 118 ] |
| 美國演員工會獎                       | 2021年4月4日   | 最佳男主角                               | 史蒂文·連                                                                                          | 提名       | [ 116 ] [ 117 ] [ 118 ] |
| 美國演員工會獎                       | 2021年4月4日   | 最佳女配角                               | 尹汝貞                                                                                             | 獲獎       | [ 116 ] [ 117 ] [ 118 ] |
| 非裔美國影評人協會                   | 2021年4月7日   | 年度十大電影                             | 《夢想之地》                                                                                       | 第八名     | [ 119 ] [ 120 ]         |
| 美國導演工會獎                       | 2021年4月10日  | 最佳院線劇情片導演成就                   | 鄭李爍                                                                                             | 提名       | [ 121 ]                 |
| 英國電影學院獎                       | 2021年4月11日  | 最佳非英語電影                           | 《夢想之地》（鄭李爍、克莉絲汀娜·吳）                                                              | 提名       | [ 122 ]                 |
| 英國電影學院獎                       | 2021年4月11日  | 最佳導演                                 | 鄭李爍                                                                                             | 提名       | [ 122 ]                 |
| 英國電影學院獎                       | 2021年4月11日  | 最佳女配角                               | 尹汝貞                                                                                             | 獲獎       | [ 122 ]                 |
| 英國電影學院獎                       | 2021年4月11日  | 最佳男配角                               | 艾倫·金                                                                                            | 提名       | [ 122 ]                 |
| 英國電影學院獎                       | 2021年4月11日  | 最佳選角                                 | 茱莉亞·金                                                                                          | 提名       | [ 122 ]                 |
| 英國電影學院獎                       | 2021年4月11日  | 最佳原創配樂                             | 艾米利·莫澤里                                                                                      | 提名       | [ 122 ]                 |
| 英國電影學院獎                       | 2021年4月11日  | 最佳原創劇本                             | 《夢想之地》                                                                                       | 初選名單   | [ 123 ]                 |
| 英國電影學院獎                       | 2021年4月11日  | 最佳男主角                               | 史蒂文·連                                                                                          | 初選名單   | [ 123 ]                 |
| 下個最佳影片電影獎                   | 2021年4月12日  | 最佳影片                                 | 《夢想之地》                                                                                       | 提名       | [ 124 ]                 |
| 下個最佳影片電影獎                   | 2021年4月12日  | 最佳導演                                 | 鄭李爍                                                                                             | 提名       | [ 124 ]                 |
| 下個最佳影片電影獎                   | 2021年4月12日  | 最佳整體演出                             | 《夢想之地》                                                                                       | 提名       | [ 124 ]                 |
| 下個最佳影片電影獎                   | 2021年4月12日  | 最佳女配角                               | 尹汝貞                                                                                             | 獲獎       | [ 124 ]                 |
| 下個最佳影片電影獎                   | 2021年4月12日  | 最佳青年演出                             | 艾倫·金                                                                                            | 獲獎       | [ 124 ]                 |
| 下個最佳影片電影獎                   | 2021年4月12日  | 最佳突破演出                             | 艾倫·金                                                                                            | 提名       | [ 124 ]                 |
| 下個最佳影片電影獎                   | 2021年4月12日  | 最佳原創劇本                             | 《夢想之地》                                                                                       | 亚军       | [ 124 ]                 |
| 下個最佳影片電影獎                   | 2021年4月12日  | 最佳原創配樂                             | 《夢想之地》                                                                                       | 獲獎       | [ 124 ]                 |
| 明尼蘇達影評人聯盟                   | 2021年4月13日  | 最佳影片                                 | 《夢想之地》（蒂蒂·嘉納、傑瑞米·克雷納、克莉絲汀娜·吳）                                            | 提名       | [ 125 ]                 |
| 明尼蘇達影評人聯盟                   | 2021年4月13日  | 最佳導演                                 | 鄭李爍                                                                                             | 提名       | [ 125 ]                 |
| 明尼蘇達影評人聯盟                   | 2021年4月13日  | 最佳男主角                               | 史蒂文·連                                                                                          | 亚军       | [ 125 ]                 |
| 明尼蘇達影評人聯盟                   | 2021年4月13日  | 最佳男配角                               | 艾倫·金                                                                                            | 提名       | [ 125 ]                 |
| 明尼蘇達影評人聯盟                   | 2021年4月13日  | 最佳女配角                               | 尹汝貞                                                                                             | 獲獎       | [ 125 ]                 |
| 明尼蘇達影評人聯盟                   | 2021年4月13日  | 最佳劇本                                 | 鄭李爍                                                                                             | 提名       | [ 125 ]                 |
| 明尼蘇達影評人聯盟                   | 2021年4月13日  | 最佳剪輯                                 | 哈利·尹                                                                                            | 提名       | [ 125 ]                 |
| 明尼蘇達影評人聯盟                   | 2021年4月13日  | 最佳攝影                                 | 拉克蘭·邁爾內                                                                                      | 提名       | [ 125 ]                 |
| 明尼蘇達影評人聯盟                   | 2021年4月13日  | 最佳音樂                                 | 艾米利·莫澤里                                                                                      | 提名       | [ 125 ]                 |
| 奧提歐斯獎                           | 2021年4月15日  | 低預算劇情片－喜劇或劇情類               | 茱莉亞·金、克里斯·弗里霍佛                                                                         | 獲獎       | [ 126 ]                 |
| 美國電影剪輯艾迪獎                   | 2021年4月17日  | 最佳劇情片剪輯（戲劇類）                 | 哈利·尹                                                                                            | 提名       | [ 127 ]                 |
| 道林獎                               | 2021年4月18日  | 最佳電影                                 | 《夢想之地》                                                                                       | 提名       | [ 128 ] [ 129 ]         |
| 道林獎                               | 2021年4月18日  | 最佳外語片                               | 《夢想之地》                                                                                       | 獲獎       | [ 128 ] [ 129 ]         |
| 道林獎                               | 2021年4月18日  | 最佳導演                                 | 鄭李爍                                                                                             | 提名       | [ 128 ] [ 129 ]         |
| 道林獎                               | 2021年4月18日  | 最佳劇本（原創或改編）                   | 鄭李爍                                                                                             | 提名       | [ 128 ] [ 129 ]         |
| 道林獎                               | 2021年4月18日  | 最佳電影演出－男演員                     | 史蒂文·連                                                                                          | 提名       | [ 128 ] [ 129 ]         |
| 道林獎                               | 2021年4月18日  | 最佳電影演出－女配角                     | 尹汝貞                                                                                             | 獲獎       | [ 128 ] [ 129 ]         |
| 道林獎                               | 2021年4月18日  | 「你真王爾德！」新星獎                   | 艾倫·S·金                                                                                          | 提名       | [ 128 ] [ 129 ]         |
| 金賽電影獎                           | 2021年4月20日  | 最佳影片                                 | 《夢想之地》（蒂蒂·嘉納、傑瑞米·克雷納、克莉絲汀娜·吳）                                            | 提名       | [ 130 ]                 |
| 金賽電影獎                           | 2021年4月20日  | 最佳導演                                 | 鄭李爍                                                                                             | 提名       | [ 130 ]                 |
| 金賽電影獎                           | 2021年4月20日  | 最佳男主角                               | 史蒂文·連                                                                                          | 提名       | [ 130 ]                 |
| 金賽電影獎                           | 2021年4月20日  | 最佳女配角                               | 尹汝貞                                                                                             | 獲獎       | [ 130 ]                 |
| 金賽電影獎                           | 2021年4月20日  | 最佳原創劇本                             | 鄭李爍                                                                                             | 提名       | [ 130 ]                 |
| 金賽電影獎                           | 2021年4月20日  | 最佳整體演出                             | 諾兒·凱特·曹、戴洛·考克斯、韓藝璃、史考特·荷茲、艾倫·S·金、艾絲特·文、威爾·派頓、史蒂文·連、尹汝貞 | 提名       | [ 130 ]                 |
| 金賽電影獎                           | 2021年4月20日  | 最佳突破表演者                           | 尹汝貞                                                                                             | 提名       | [ 130 ]                 |
| 金賽電影獎                           | 2021年4月20日  | 最佳攝影                                 | 拉克蘭·邁爾內                                                                                      | 提名       | [ 130 ]                 |
| 金賽電影獎                           | 2021年4月20日  | 最佳原創配樂                             | 艾米利·莫澤里                                                                                      | 提名       | [ 130 ]                 |
| 獨立精神獎                           | 2021年4月22日  | 最佳劇情片                               | 《夢想之地》（蒂蒂·嘉納、傑瑞米·克雷納、克莉絲汀娜·吳）                                            | 提名       | [ 131 ] [ 132 ]         |
| 獨立精神獎                           | 2021年4月22日  | 最佳導演                                 | 鄭李爍                                                                                             | 提名       | [ 131 ] [ 132 ]         |
| 獨立精神獎                           | 2021年4月22日  | 最佳劇本                                 | 鄭李爍                                                                                             | 提名       | [ 131 ] [ 132 ]         |
| 獨立精神獎                           | 2021年4月22日  | 最佳男主角                               | 史蒂文·連                                                                                          | 提名       | [ 131 ] [ 132 ]         |
| 獨立精神獎                           | 2021年4月22日  | 最佳女配角                               | 韓藝璃                                                                                             | 提名       | [ 131 ] [ 132 ]         |
| 獨立精神獎                           | 2021年4月22日  | 最佳女配角                               | 尹汝貞                                                                                             | 獲獎       | [ 131 ] [ 132 ]         |
| 奧斯卡金像獎                         | 2021年4月25日  | 最佳影片                                 | 《夢想之地》（克莉絲汀·吳）                                                                        | 提名       | [ 133 ] [ 134 ]         |
| 奧斯卡金像獎                         | 2021年4月25日  | 最佳男主角                               | 史蒂文·連                                                                                          | 提名       | [ 133 ] [ 134 ]         |
| 奧斯卡金像獎                         | 2021年4月25日  | 最佳女配角                               | 尹汝貞                                                                                             | 獲獎       | [ 133 ] [ 134 ]         |
| 奧斯卡金像獎                         | 2021年4月25日  | 最佳導演                                 | 鄭李爍                                                                                             | 提名       | [ 133 ] [ 134 ]         |
| 奧斯卡金像獎                         | 2021年4月25日  | 最佳原創配樂                             | 艾米利·莫澤里                                                                                      | 提名       | [ 133 ] [ 134 ]         |
| 奧斯卡金像獎                         | 2021年4月25日  | 最佳原創劇本                             | 鄭李爍                                                                                             | 提名       | [ 133 ] [ 134 ]         |
| 奧斯卡金像獎                         | 2021年4月25日  | 最佳原創歌曲                             | 《Rain Song》 詞曲：艾米利·莫澤里、史黛芬妮·洪 演唱：韓藝璃                                        | 入圍短名單 | [ 135 ]                 |
| 都柏林影評人協會                     | 2021年12月21日 | 最佳電影                                 | 《夢想之地》                                                                                       | 第八名     | [ 136 ]                 |
| 都柏林影評人協會                     | 2021年12月21日 | 最佳男演員                               | 史蒂文·連                                                                                          | 第六名     | [ 136 ]                 |
| 都柏林影評人協會                     | 2021年12月21日 | 最佳女演員                               | 尹汝貞                                                                                             | 第十名     | [ 136 ]                 |
| 都柏林影評人協會                     | 2021年12月21日 | 最佳劇本                                 | 鄭李爍                                                                                             | 第六名     | [ 136 ]                 |
| 大阪電影節                           | 2022年2月4日   | 外國電影最佳作品獎                       | 《夢想之地》                                                                                       | 第三名     | [ 137 ]                 |
| 大阪電影節                           | 2022年2月4日   | 外國電影女配角獎                         | 尹汝貞                                                                                             | 獲獎       | [ 137 ]                 |
| 藍絲帶電影獎                         | 2022年2月23日  | 外國作品獎                               | 《夢想之地》                                                                                       | 提名       | [ 138 ]                 |
| 日本電影學院獎                       | 2022年3月11日  | 優秀外國作品獎                           | 《夢想之地》                                                                                       | 獲獎       | [ 139 ]                 |